# ГЕС Sāduō
ГЕС Sāduō (撒多水电站) — гідроелектростанція у центральній частині Китаю в провінції Сичуань. Знаходячись після ГЕС Nínglǎng, входить до складу каскаду на річці Shuiluo, лівій притоці Дзинші (верхня течія Янцзи).
У межах проєкту річку перекрили бетонною греблею висотою 32 метри та довжиною 179 метрів. Вона утримує водосховище з об'ємом 3661 тис. м3 (корисний об'єм 652 тис. м3) та нормальним рівнем поверхні на позначці 1756 метрів НРМ.
Зі сховища ресурс через прокладений у правобережному гірському масиві дериваційний тунель довжиною 15,3 км транспортується до машинного залу. Основне обладнання станції становлять три турбіни потужністю по 70 МВт, які використовують напір у 152 метрів та забезпечують виробництво 913 млн кВт·год електроенергії на рік.